# Новая кора
Новая кора (синонимы: неокортекс, изокортекс; лат. neocortex) — новые области коры головного мозга, которые у низших млекопитающих только намечены, а у человека составляют основную часть коры. Новая кора располагается в верхнем слое полушарий мозга, имеет толщину 2—4 миллиметра и отвечает за высшие нервные функции — сенсорное восприятие, выполнение моторных команд, осознанное мышление, речь у людей.
Английский антрополог Робин Данбар обнаружил, что размер неокортекса линейно коррелирует с количеством поддерживаемых постоянных социальных связей (см. Число Данбара).

## Анатомия
Новая кора содержит два основных типа нейронов: пирамидальные нейроны (~80 % нейронов новой коры) и вставочные нейроны (~20 % нейронов новой коры).
Структура новой коры относительно однородна (отсюда альтернативное название: «изокортекс»). У человека она насчитывает шесть горизонтальных слоев нейронов, отличающихся по типу и характеру связей. Вертикально нейроны объединены в так называемые колонки кортекса.
В начале XX века Бродман показал, что у всех млекопитающих новая кора насчитывает 6 горизонтальных слоёв нейронов.

## Моделирование
Джефф Хокинс предложил модель иерархической временной памяти (HTM). Модель имеет программную реализацию с открытым исходным кодом .

## Функции
Неокортекс эмбрионально выведен из дорсального конечного мозга, который является частью переднего мозга. Неокортекс разделен на районы, разграниченные черепными швами, которые выполняют разные функции. Например, затылочная доля содержит первичную зрительную кору, а височная доля содержит первичную слуховую кору. Дальнейшие подразделения или области неокортекса ответственны за более конкретные когнитивные процессы. У людей лобная доля содержит области, посвящённые способностям, которые усиливаются или уникальны для наших видов, такие как сложная обработка языка, локализованная в префронтальной коре. У человека и у других приматов социальная и эмоциональная обработка локализуется в орбитофронтальной коре.
Было показано, что неокортекс играет важную роль в процессах сна, памяти и обучения. Семантические воспоминания, по-видимому, хранятся в неокортексе, в частности, в переднелатеральной височной доле неокортекса. Неокортекс также ответственен за передачу сенсорной информации к базальным ядрам. Частота пульсации нейронов в неокортексе также влияет на медленный сон.
Роль, которую неокортекс играет в неврологических процессах, непосредственно связанных с поведением человека, ещё не до конца изучена. Для понимания роли неокортекса в познании человеком мира была создана компьютерная модель мозга, которая смоделировала электрохимию неокортекса — «Blue Brain project» (Блю брэйн проджект) «Проект „Голубой мозг“». Проект был создан для улучшения понимания процессов восприятия, обучения, памяти и получения дополнительных знаний о психических расстройствах.